# راي بكنغهام
راي بكنغهام (بالإنجليزية: Ray Buckingham)‏ هو مبارز بالسيف أسترالي، ولد في 1930.

## وصلات خارجية
- راي بكنغهام على موقع أوليمبيديا (الإنجليزية)